# Derbi de la Vieja Capital
El Derbi de la Vieja Capital es el partido en el que se enfrentan los equipos PFC Levski Sofia y el Slavia Sofia, dos de los equipos de fútbol más viejos de Bulgaria que todavía existen. Es el partido que más veces se ha jugado en Bulgaria.

## Historia
El primer enfrentamiento entre ambos equipos se dio el 15 de abril de 1915 que terminó con victoria para el Slavia por 1-0 en un partido amistoso, y ambos equipos eran los que competían por el título antes de la Segunda Guerra Mundial y con el detalle de que el Levski actualmente nunca ha descendido de la primera división y el Slavia solo una vez no ha jugado en la Liga Profesional de Bulgaria.
Históricamente el Levski tiene la ventaja histórica y se han enfrentado en la Copa de Bulgaria en varias ocasiones incluyendo finales como la de 1996, la cual el Slavia abandonó al minuto 75 y en 2018 ganó el Slavia en penales.

## Trophies
| Torneo                                   | Slavia Sofia | Levski Sofia |
| ---------------------------------------- | ------------ | ------------ |
| Bulgarian Championship                   | 7            | 26           |
| Copa de Bulgaria                         | 8            | 26           |
| Supercopa de Bulgaria                    | 0            | 3            |
| Copa de la Armada Soviética              | 0            | 3            |
| Copa de la República Popular de Bulgaria | 0            | 1            |
| Total                                    | 15           | 59           |

## Estadísticas
|                                                                | Partidos | Slavia | Empates | Levski | Goles Slavia | Goles Levski |
| -------------------------------------------------------------- | -------- | ------ | ------- | ------ | ------------ | ------------ |
| First League                                                   | 152      | 30     | 46      | 76     | 149          | 257          |
| Copa de Bulgaria                                               | 17       | 7      | 4       | 6      | 26           | 19           |
| Stolichno Parvenstvo (Campeonato de Sofía)                     | 42       | 18     | 8       | 16     | 68           | 72           |
| Natsionalna Diviziya (División Nacional)                       | 6        | 3      | 0       | 3      | 8            | 10           |
| Darzhavno parvenstvo (Campeonato Estatal)                      | 4        | 2      | 0       | 2      | 5            | 5            |
| Otras Copas (Copa Ulpia Serdica y Copa de la Armada Soviética) | 4        | 0      | 1       | 3      | 4            | 7            |
| Total                                                          | 225      | 60     | 59      | 106    | 260          | 370          |